# Mong Rosseel
Raymond (Mong) Rosseel (Veurne, 30 december 1946) is een Belgische muzikant en theatermaker, die best gekend is voor zijn werk bij kleinkunst- en theatergroep Vuile Mong en zijn Vieze Gasten.

## Biografie
Rosseel studeerde even in Leuven en later aan de Sociale Hogeschool in Gent. In 1975 verhuisde hij naar Zomergem.
In Gentse studententijd werd hij politiek geïnspireerd door de naweeën van de studentenopstanden van mei ’68 en in 1970 richtte hij met enkele vrienden een anarchistisch buurthuis "Kontakt " op, waar studenten en arbeiders elkaar konden ontmoeten. Ook het gegeven dat Rosseels vader tijdens de Tweede Wereldoorlog een concentratiekamp overleefde speelde een rol in zijn engagement.
Als student speelde Rosseel in die periode tevens in een beatband waarvan de liedjes werden geschreven door Guido Van Meir. Vuile Mong en de Vieze Gasten speelden in 1971 hun eerste gelegenheidsoptreden tijdens een feestje in het buurthuis, waarna Walter De Buck hen aanspoorde te blijven optreden, met groeiend succes. Door de vele optredens moest Rosseel zijn activiteiten in het buurthuis in 1972 stopzetten omdat de combinatie van beide te veel werd. 
Met de hulp van de Internationale Nieuwe Scène slaagde de band er in 1976 in gesubsidieerd te worden als vormingstheater, waarna Rosseel professioneel muzikant werd. Rosseel trachtte steeds een publiek te bereiken dat nooit naar een theater gaat. Zo trok hij onder meer twaalf jaar rond door Vlaanderen in een circustent. Nadat de Vieze Gasten in 2000 hun subsidie verloren, zette hij in op een sociaalartistieke werking.
In 2000 ontving Rosseel de Louis Paul Boonprijs.
Hij ging in 2011 met pensioen.